# Beta-1,3-galattosil-O-glicosil-glicoproteina beta-1,6-N-acetilglucosaminiltransferasi
La beta-1,3-galattosil-O-glicosil-glicoproteina beta-1,6-N-acetilglucosaminiltransferasi è un enzima appartenente alla classe delle transferasi, che catalizza la seguente reazione:
UDP-N-acetil-D-glucosammina + β-D-galattosil-1,3-N-acetil-D-galattosaminil-R
 ⇄
 UDP + β-D-galattosil-1,3-(N-acetil-β-D-glucosamminil-1,6)-N-acetil-D-galattosaminil-R
Cf. beta-1,3-galattosil-O-glicosil-glicoproteina beta-1,3-N-acetilglucosamminiltransferasi (numero EC 2.4.1.146), acetilgalattosamminil-O-glicosil-glicoproteina beta-1,3-N-acetilglucosamminiltransferasi (numero EC 2.4.1.147), e acetilgalattosamminil-O-glicosil-glicoproteina beta-1,6-N-acetilglucosamminiltransferasi (numero EC 2.4.1.148). 